# Búr kakukk
A búr kakukk  (Clamator levaillantii) a madarak osztályának kakukkalakúak (Cuculiformes) rendjébe, ezen belül a kakukkfélék (Cuculidae) családjába tartozó faj.

## Rendszerezése
A fajt William John Swainson angol ornitológus írta le 1829-ben, a Coccyzus nembe Coccyzus levaillantii néven. Sorolták az Oxylophus nembe Oxylophus levaillantii néven is. Tudományos faji nevét François Le Vaillant francia ornitológusról kapta.

## Előfordulása
Afrikában, a Szahara alatti területeken honos. Természetes élőhelyei a szubtrópusi vagy trópusi síkvidéki esőerdők, szavannák és cserjések, folyók és patakok környékén, valamint vidéki kertek.

## Megjelenése
Testhossza 39 centiméter, testtömege 102-141 gramm.

## Szaporodása
Fészekparazita, a tojását a bülbülfélék és a timáliafélék családjába tartozó fajok fészkébe helyezi.
|  |